# Sipia laemosticta
El hormiguero guardarribera (Sipia laemosticta), también denominado hormiguero alimaculado (en Costa Rica), es una especie de ave paseriforme de la familia Thamnophilidae perteneciente al género Sipia . Anteriormente formaba parte del amplio género Myrmeciza, de donde fue separada recientemente, en 2013. Es nativa de América Central.

## Distribución y hábitat
Se distribuye por la pendiente caribeña de Costa Rica y fragmentadamente en ambas pendientes de Panamá (hacia el este desde Veraguas y San Blas). Algunos autores, también incluyen el extremo noroeste de Colombia en la frontera con Panamá, como área de presencia de la especie, o mencionan a Colombia como país de residencia.
Esta especie es considerada poco común en su hábitat natural: el denso sotobosque de selvas húmedas, principalmente en quebradas obscuras y barrancas sombrías de cursos de agua, hasta los 1000 m de altitud.

## Descripción
Mide 14 cm de longitud y pesa alrededor de 25 g. Presenta dimorfismo sexual. El iris es rojo. El macho tiene la cabeza, pescuezo y la mayoría  de las partes inferiores de color gris con la garganta negruzca. Por arriba es pardo oliváceo, con las alas y la cola más rufas, y las plumas cobertoras de las alas con pintas blancas. La hembra es semejante pero con la garganta escamada de negro y blanco y las pintas de las alas de color pardo amarillento.

## Estado de conservación
El hormiguero guardarribera ha sido calificado como preocupación menor por la Unión Internacional para la Conservación de la Naturaleza (IUCN), a pesar de la sospecha de que su población, todavía no cuantificada, esté en decadencia debido a la continua pérdida de hábitat dentro de su zona. Sin embargo, la tasa de declinio se presume que sea entre baja y moderada, ya que sus hábitats están adecuadamente protegidos en Costa Rica.

## Comportamiento
Tienen como costumbre bajar la cola para después levantarla lentamente. Forrajean en el suelo, hurgando en los substratos bajos del bosque, principalmente abajo de 1 m de altura; andan generalmente en parejas y prefieren enmarañados alrededor de troncos de árboles caídos. Suelen seguir regueros de hormigas guerreras, pero no es un seguidor persistente.

### Alimentación
Se conoce muy poco sobre sus hábitos. Se alimentan de insectos; probablemente también de otros artrópodos, inclusive arañas. En Costa Rica hay registros de alimentación con coleópteros.

### Vocalización
El canto es una serie de cerca de seis notas bastante débiles, de timbre alto, por ejemplo, «bit, bit, bit-bit-bit-bit», y la hembra responde con un canto más suave «bit-bit-chututu».

## Sistemática

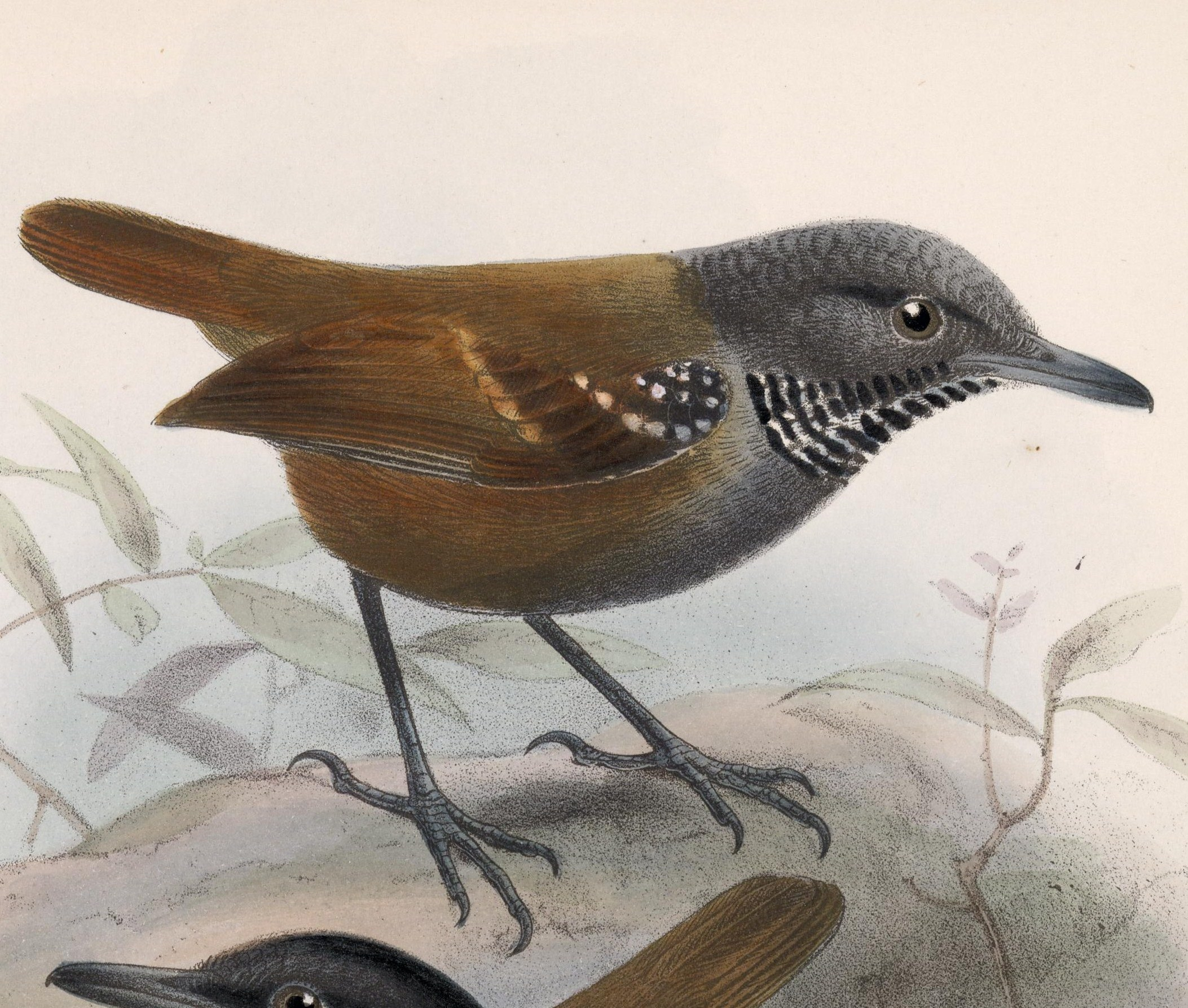
Sipia laemosticta, hembra, ilustración de Keulemans para Biología Centrali-Americana, 1902

### Descripción original
La especie S. laemosticta fue descrita por primera vez por el ornitólogo británico Osbert Salvin en 1865 bajo el nombre científico Myrmeciza laemosticta; localidad tipo «Tucurriquí, Costa Rica.»

### Etimología
El nombre genérico «Sipia» se refiere a la localidad tipo de la descripción original del género: Sipí, Chocó, Colombia; y el nombre de la especie «laemosticta», proviene del griego «laimos» (garganta) y «stiktos» (pintado o punteado): «de garganta pintada», en referencia a la característica de la garganta de la hembra.

### Taxonomía
La presente especie era considerada conespecífica con Sipia palliata (ésta era la subespecie Myrmeciza laemosticta palliata), pero fue elevada al rango de especie siguiendo a Chaves et al (2010), con base en análisis cuantitativos de las variaciones de vocalización de los machos y cualitativos de la variación de los llamados de los machos y de los llamados y cantos de las hembras; en conjunto con una hipótesis filogenética para el grupo. La elevación a especie fue aprobada en la Propuesta N° 475 al Comité de Clasificación de Sudamérica de la Unión americana de ornitólogos (SACC).
Hasta recientemente (2013), la presente especie estaba incluida en el amplio género Myrmeciza. La historia del este género se caracteriza por décadas de controversias e incertezas. Autores más recientes expresaron dudas consistentes en relación con la monofilia del grupo, pero no había ninguna revisión disponible que realmente probase la monofilia del grupo.
El estudio de Isler et al. 2013 presentó resultados de filogenia molecular de un denso conjunto de taxones de la familia Thamnophilidae (218 de 224 especies). Estos datos suministraron un fuerte soporte a la tesis de que Myrmeciza no era monofilético. También se compararon las características morfológicas, comportamentales y ecológicas de las especies de Myrmeciza con sus parientes próximos dentro de cada tribu, con el objetivo de determinar los límites genéricos.
Como resultado de estos análisis, la entonces especie Myrmeciza laemosticta , junto a Sipia berlepschi, S. nigricauda y S. palliata, fueron separadas en un género resucitado Sipia, incluido en un clado exsul, dentro de una tribu Pyriglenini. En la Propuesta N° 628 al (SACC), se aprobó este cambio, junto a todos los otros envolviendo el género Myrmeciza. Los cambios taxonómicos fueron adoptados por la mayoría de las clasificaciones.
La especie es monotípica.